# César Portillo de la Luz
César Portillo de la Luz, né le 31 octobre 1922 à La Havane et mort le 4 mai 2013 dans la même ville, est un guitariste et compositeur cubainreconnu comme une référence incontournable du mouvement cubain Nueva Trova qui s'est forgé dans les années 1970 à Cuba, dirigé par Silvio Rodríguez, Pablo Milanés et Noel Nicola.
Sa musique, qui a servi de sujet au cinéma et a été enregistrée dans plusieurs pays, se distingue par un texte d'une grande élaboration poétique, un large sens harmonique et des lignes mélodiques d'une grande richesse et diverses scènes en Europe et en Amérique ont connu ses compositions inoubliables et apprécié ses conférences et cours de guitare.

## Biographie
Portillo a appris seul à jouer de la guitare. Au début, il peignait des maisons pour gagner sa vie et écoutait du jazz tout en travaillant. Portillo de la Luz a été initié au filin (une forme de musique boléro influencée par le jazz) par le musicien trovador Angel Díaz alors qu'il se produisait chez un ami. Diaz a invité Portillo de la Luz à se produire avec le reste des musiciens de filin au Callejón de Hemmel.
Il s'est particulièrement distingué dans l'interprétation du boléro avec une forte influence de jazz,. Le boléro était alors la quintessence de la ballade romantique hispano-américaine et Cuba un de ses principaux foyers, liée à une industrie discographique en plein essor. En 1946, il a 24 ans quand il se marie pour la première fois et écrit l'un des boléros les plus acclamés de la musique cubaine, Contigo en la Distancia.  Cette chanson évoque de « ce qu'on peut ressentir dans un couple » et a été réinterprétée par d'innombrables chanteurs.RCA Victor enregistre une version de cette chanson en 1947, qui apparaît aussi en 1949 comme thème du film mexicain Callejera du réalisateur Ernesto Cortázar  durant l'Époque dorée du cinéma mexicain,,.
Pendant les années 1950, Portillo de la Luz et d’autres musiciens cubains fusionnent le boléro et le jazz, connu sous le nom de filin. Ses chansons sont interprétées par des musiciens célèbres tels que Nat King Cole, Lucho Gatica, Pedro Vargas, Fernando Fernández, Luis Mariano, Luis Miguel, Plácido Domingo, Caetano Veloso, María Bethania et le London Symphony Orchestra, entre autres.
Il compose Forever Frank, une pièce dédiée à Frank Sinatra qui figure sur l'album de Francisco Céspedes.
En dehors de la scène, Portillo de la Luz est également professeur de guitare et historien de la chanson cubaine.
Le matin du 4 mai 2013, il meurt à l'âge de 90 ans, dans la ville de La Havane, Cuba ; connu pour des compositions telles que: "Contigo en la distancia" (1947), "Tú mi delirio", "Sabrosón", "Noche cubana", "Realidad y fantasía", "Canción de un festival",.
Plus d'une centaine de reprises différentes de ses chansons ont été enregistrées à l'échelle internationale.